# Луїзіана (Міссурі)
Луїзіана (англ. Louisiana) — місто (англ. city) в США, в окрузі Пайк штату Міссурі. Населення — 3199 осіб (2020).

## Географія
Луїзіана розташована за координатами 39°26′29″ пн. ш. 91°3′43″ зх. д. / 39.44139° пн. ш. 91.06194° зх. д. (39.441456, -91.062033). За даними Бюро перепису населення США в 2010 році місто мало площу 8,86 км², з яких 8,12 км² — суходіл та 0,75 км² — водойми.

## Демографія
Згідно з переписом 2010 року, у місті мешкали 3364 особи в 1411 домогосподарстві у складі 880 родин. Густота населення становила 379 осіб/км². Було 1732 помешкання (195/км²).
Расовий склад населення:
| - 89,9 % — білих - 4,7 % — чорних або афроамериканців - 0,3 % — азіатів - 0,2 % — корінних американців - 2,3 % — осіб інших рас |

До двох чи більше рас належало 2,6 %. Частка іспаномовних становила 4,1 % від усіх жителів.
За віковим діапазоном населення розподілялося таким чином: 24,3 % — особи молодші 18 років, 55,6 % — особи у віці 18—64 років, 20,1 % — особи у віці 65 років та старші. Медіана віку мешканця становила 41,3 року. На 100 осіб жіночої статі у місті припадало 90,1 чоловіків; на 100 жінок у віці від 18 років та старших — 85,8 чоловіків також старших 18 років.
Середній дохід на одне домашнє господарство становив 42 197 доларів США (медіана — 34 395), а середній дохід на одну сім'ю — 46 691 долар (медіана — 42 446). За межею бідності перебувало 13,4 % осіб, у тому числі 18,2 % дітей у віці до 18 років та 2,6 % осіб у віці 65 років та старших.
Цивільне працевлаштоване населення становило 1510 осіб. Основні галузі зайнятості: науковці, спеціалісти, менеджери — 14,2 %, освіта, охорона здоров'я та соціальна допомога — 13,3 %, виробництво — 13,2 %, роздрібна торгівля — 13,1 %.

## Уродженці
- Джордж Семюел Клейсон (1874—1957) — автор книги «Найбагатша людина у Вавилоні».